# Осиола (Мисури)
Осиола (енгл. Osceola) град је у америчкој савезној држави Мисури.

## Демографија
По попису из 2010. године број становника је 947, што је 112 (13,4%) становника више него 2000. године.
| Група             | 2000.       | 2010.       |
| Белци             | 810 (97,0%) | 872 (92,1%) |
| Афроамериканци    | 3 (0,4%)    | 16 (1,7%)   |
| Азијати           | 2 (0,2%)    | 1 (0,1%)    |
| Хиспаноамериканци | 9 (1,1%)    | 29 (3,1%)   |
| Укупно            | 835         | 947         |